# Andrea Benelli
Andrea Benelli (n. 28 iunie 1960, Florența, Italia) este un trăgător de tir ce a reprezentat Italia, medaliat olimpic. A participat la 3 ediții ale Jocurilor Olimpice (1996, 2004, 2008) în care a câștigat o medalie de aur și o medalie de bronz.